# Polar-Subglazialbecken
Das Polar-Subglazialbecken (englisch Polar Subglacial Basin) ist ein großes, durch Gletschereis vollständig überdecktes Becken im ostantarktischen Wilkesland. Seine Hauptausdehnung liegt zwischen dem Gamburzew-Gebirge und der Dominion Range.
US-amerikanische, britische und sowjetische Wissenschaftler ermittelten seine Ausdehnung gemeinsam mittels seismischer Messungen zwischen 1958 und 1961. Das Advisory Committee on Antarctic Names benannte es 1961 nach seiner Nähe zum geographischen Südpol.